# Kazuma Shiina
Kazuma Shiina (椎名 一馬 Shiina Kazuma?), född 26 augusti 1986 i Chiba prefektur, är en japansk fotbollsspelare.
Shiina började sin karriär 2009 i Fagiano Okayama.